# Tempo na ficção de Tolkien
O filólogo e escritor J. R. R. Tolkien buscou explorar a viagem no tempo e as distorções na passagem do tempo em sua ficção de diversas maneiras. Em O Senhor dos Anéis, o fluxo temporal é irregular, parecendo transcorrer em velocidades diferentes nos reinos dos Homens e dos Elfos. Nesse aspecto, Tolkien seguia a  tradição medieval, na qual o tempo avança de forma distinta no reino élfico. A obra como um todo, conforme a teoria delineada por Tolkien em seu ensaio "Sobre Histórias de Fadas", pretende transportar o leitor para uma outra era. Ele incorporou um processo de declínio e queda à narrativa, ecoando a sensação de destruição iminente presente na mitologia nórdica. Os Elfos tentam retardar esse declínio em seus domínios de Valfenda e Lothlórien, utilizando os Anéis de Poder para desacelerar o passar do tempo. O tempo élfico, tanto em O Senhor dos Anéis quanto nos contos medievais Thomas, o Rimador [en] e no dinamarquês Elvehøj (Colina dos Elfos) [en], apresenta aparentes contradições. Tanto a narrativa em si quanto as interpretações acadêmicas oferecem diferentes tentativas de resolver essas questões; o tempo pode fluir mais rápido ou mais devagar, ou as percepções podem variar.
Tolkien escreveu em uma época em que as noções de tempo e espaço estavam sendo radicalmente revistas, desde a ficção científica de H. G. Wells sobre viagem no tempo até o mundo interno dos sonhos e da mente inconsciente explorado por Sigmund Freud, além da transformação da física com as noções contraintuitivas da mecânica quântica e da relatividade geral propostas por Max Planck e Albert Einstein. Em 1927, J. W. Dunne publicou um livro influente, propondo uma teoria de que o tempo poderia fluir de maneira diferente para diferentes observadores e que os sonhos proporcionariam acesso a todas as dimensões do tempo. Um grupo de escritores influenciados por Wells, incluindo Henry James, Dunne e George du Maurier [en], criou um ambiente literário que permitiu a Tolkien explorar a viagem no tempo de sua própria maneira, inicialmente no inacabado A Estrada Perdida, depois em The Notion Club Papers [en], também inacabado, e finalmente em O Senhor dos Anéis.
Tolkien aborda tanto o desejo mortal de escapar da morte quanto o anseio élfico de escapar da imortalidade. A estudiosa de Tolkien Verlyn Flieger [en] sugere que isso ilustra uma mensagem cristã, segundo a qual não se deve apegar às coisas mundanas, pois elas mudam e decaem; em vez disso, é preciso desapegar-se, confiar no futuro desconhecido e em Deus. Esse tema, segundo ela, é demonstrado no protagonista Frodo Bolseiro, que é salvo por ter a coragem de enfrentar a perda, mover-se e transformar-se.

## Contexto

### Afastando-se do tempo presente

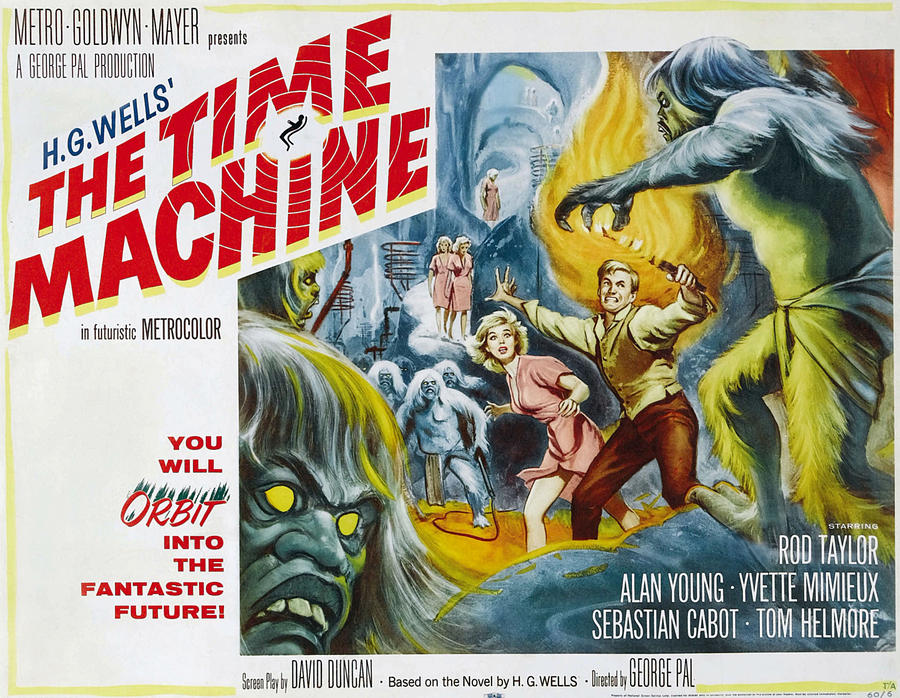
A novela A Máquina do Tempo, de H. G. Wells, foi uma influência inicial em uma rede de autores que, juntos, ajudaram a fornecer a J. R. R. Tolkien uma concepção de viagem no tempo. Pôster para uma adaptação cinematográfica.

A estudiosa de Tolkien Verlyn Flieger [en] escreveu que, no final do século XIX, pensadores de diversas áreas começaram a se afastar do tempo presente, explorando outras formas de enxergar o mundo. Em 1895, H. G. Wells publicou A Máquina do Tempo, uma novela de ficção científica em que uma máquina permite ao observador viajar para frente e para trás no tempo. Em 1900, Sigmund Freud lançou A Interpretação dos Sonhos, explorando o mundo interno da mente inconsciente. No mesmo ano, Max Planck postulou que a energia é quantizada, abrindo caminho para a teoria contraintuitiva da mecânica quântica. Em 1905, Albert Einstein formulou sua teoria da relatividade especial, relacionando espaço e tempo de uma nova forma na física. O historiador cultural Modris Eksteins [en] observou que "o homem racional [tinha] minado seu próprio mundo". Flieger escreveu que escritores de fantasia, como J. R. R. Tolkien, David Lindsay [en], E. R. Eddison e Mervyn Peake, estavam ao mesmo tempo se afastando do modernismo e utilizando teorias modernas para buscar uma fuga, sendo "ao mesmo tempo reacionários e vanguardistas".

### Tempo em diferentes dimensões
Em 1927, o soldado e pioneiro da aviação convertido em filósofo J. W. Dunne publicou seu livro Um Experimento com o Tempo, no qual apresentou uma teoria multidimensional do tempo, sugerindo que os sonhos poderiam combinar memórias de eventos passados e futuros, e que o tempo poderia fluir de maneira diferente para observadores em diferentes dimensões. Além disso, ele acreditava que os sonhos poderiam proporcionar acesso a todas as dimensões do tempo, funcionando como um mecanismo para viagem no tempo. A teoria não obteve aceitação científica, em parte porque levava a uma regressão infinita de dimensões, mas atraiu o interesse de escritores contemporâneos, incluindo H. G. Wells, J. B. Priestley [en], Jorge Luis Borges, John Buchan, James Hilton, Graham Greene, Rumer Godden [en] e dois membros do grupo literário Inklings, C. S. Lewis e Tolkien.

Diagrama navegável do legendarium de Tolkien. Os dois romances inacabados sobre viagem no tempo serviram como fonte de ideias para O Senhor dos Anéis.

### Espaço ou tempo
Tolkien registrou em suas cartas que Lewis lhe propôs que, como havia pouco do que ambos gostavam na literatura, eles próprios deveriam escrever histórias. Ele escreveu ainda que eles sortearam o tema: Lewis ficou com viagem espacial, e Tolkien, com viagem temporal. Lewis publicou o primeiro de seus três "romances espaciais", Além do Planeta Silencioso, em 1938. Tolkien começou A Estrada Perdida, abandonando o rascunho após quatro capítulos em 1937; tentou o tema novamente em The Notion Club Papers, escritos entre 1944 e 1946, que também abandonou; e finalmente utilizou algumas dessas ideias em O Senhor dos Anéis, publicado entre 1954 e 1955.
O estudioso dos Inklings John D. Rateliff descreve os dois romances de viagem no tempo de Tolkien e A Torre Negra [en], de Lewis, todos inacabados, como uma "tríade". A obra de Lewis, escrita entre 1939 e 1946 e publicada postumamente em 1977, é uma possível sequência de Foras do Planeta Silencioso; seus protagonistas usam um " cronoscópio" para visualizar um mundo alienígena em "Outrotempo".

## Desenvolvimento das ideias

### Desejo de "voltar" no tempo
Christopher Tolkien, ao analisar as motivações dos escritos de seu pai, comentou que
| “                                                                           | Ele sentia que poderia dizer que seu estado de espírito mais constante … havia sido, desde a infância, o desejo de voltar. Caminhar no Tempo, talvez, como os homens caminham por longas estradas; ou observá-lo, como os homens podem ver o mundo de uma montanha, ou a Terra como um mapa vivo sob um dirigível. Mas, em qualquer caso, ver com os olhos e ouvir com os ouvidos: ver a configuração de terras antigas e até esquecidas, contemplar homens antigos caminhando e ouvir suas línguas enquanto as falavam, nos dias antes dos dias. | ” |
| — Christopher Tolkien, A Estrada Perdida e Outros Escritos, 1987, página 45 | |   |

Devin Brown, escrevendo na revista Mythlore [en], argumenta que a própria narrativa é "a máquina definitiva de viagem no tempo", destacando que o ensaio de Tolkien de 1939, "Sobre Histórias de Fadas", afirmava que uma característica definidora de uma história de fadas é "sua capacidade de transportar o leitor para fora do tempo, para reinos de outra forma inacessíveis".

### Tentativas sucessivas de um romance de viagem no tempo
O Senhor dos Anéis foi precedido, nos escritos de Tolkien, por dois romances inacabados de viagem no tempo: A Estrada Perdida, iniciado em 1936–37, e The Notion Club Papers, começado por volta de c. 1945. Ambos os textos utilizam variantes do personagem Ælfwine [en] para fornecer uma  história-moldura para a viagem no tempo e, de fato, para seu legendário. O nome em inglês antigo Ælfwine significa "amigo dos elfos", assim como o posterior nome em Quenya  Elendil, e os equivalentes em alto-alemão antigo e a língua lombarda, Alwin e Alboin, respectivamente; todos esses nomes (em negrito na tabela) aparecem nos textos como encarnações do protagonista nos diferentes tempos visitados.
| Período          | Segunda Era Há mais de 9.000 anos | Lombardos (568–774) | Anglo-saxões (c. 450–1066) | Inglaterra Século XX |                       |
| Língua dos nomes | Quenya (em Númenor)               | Germânica           | Inglês antigo              | Inglês moderno       | Significado dos nomes |
| ---------------- | --------------------------------- | ------------------- | -------------------------- | -------------------- | --------------------- |
| Personagem 1     | Elendil                           | Alboin              | Ælfwine                    | Alwin                | Amigo dos elfos       |
| Personagem 2     | Herendil                          | Audoin              | Eadwine                    | Edwin                | Amigo da felicidade   |
| Personagem 3     | Valandil ("amigo dos Valar")      | ———                 | Oswine                     | Oswin, cf. Oswald    | Amigo de Deus         |

Os diferentes romances de viagem no tempo indicam o desenvolvimento das ideias de Tolkien e sua habilidade em expressá-las.
| Obra                   | Escrito                                             | Publicação                                                                   | Mecanismo de viagem no tempo | Destinos |
| ---------------------- | --------------------------------------------------- | ---------------------------------------------------------------------------- | --- | --- |
| A Estrada Perdida      | 1936 inacabado                                      | Editado por Christopher Tolkien em A Estrada Perdida e Outros Escritos, 1987 | Viagem no tempo por "visão" ao estilo de Dunne, a partir da Inglaterra moderna | A Inglaterra saxônica de Alfredo, o Grande, o rei lombardo Alboin na época de São Bento, o Mar Báltico na Era viking, Irlanda na época dos Tuatha Dé Danann (600 anos após o Dilúvio de Noé), o norte pré-histórico na Era do Gelo, Terra-média na Terceira Era, a queda de Gil-galad e a Queda de Númenor na Segunda Era do Legendarium de Tolkien, quando o mundo é remodelado como redondo, e a Estrada Reta para o Paraíso Terrestre de Valinor deixa de ser navegável pelos Homens |
| The Notion Club Papers | c. 1945 inacabado                                   | Editado por Christopher Tolkien em Sauron Derrotado, 1992                    | Uma história-moldura com viagem ao futuro e ao passado leva a uma recontagem de A Estrada Perdida, novamente usando o sonho como mecanismo | A ilha semelhante a Atlântida, Númenor, no legendário de Tolkien |
| O Senhor dos Anéis     | Em etapas, de forma intermitente, entre 1937 e 1949 | 1954–1955                                                                    | Os viajantes sentem-se transportados ao passado ao entrar na terra élfica. O tempo parece passar de forma diferente ali, embora os protagonistas tenham opiniões variadas sobre como isso ocorre. Eles têm permissão para olhar em uma fonte mágica, o Espelho de Galadriel, para ver visões do passado, do presente e de um futuro possível. Líderes élficos na Terra-média, incluindo Galadriel, usam o poder dos seus Anéis para deter o tempo e promover mudanças. | Lothlórien, o reino élfico de Galadriel |

Flieger comenta que, se A Estrada Perdida ou The Notion Club Papers tivessem sido concluídos,
| “ | teríamos tido um sonho de viagem no tempo através da história real e do mito registrado, que funcionaria como introdução e epílogo para a mitologia inventada por Tolkien. O resultado teria sido uma viagem no tempo não na escala da ficção científica comum, mas de proporções épicas, um sonho de mito, história e ficção interligados como Tolkien desejava, como poderiam ter sido outrora. | ” |

### Um tempo melhor no passado distante
Tolkien incorporou um processo de declínio e queda na Terra-média, sugerindo que, se fosse possível voltar no tempo, encontrar-se-ia um mundo muito mais perfeito que o presente, tanto em O Silmarillion quanto em O Senhor dos Anéis. Esse padrão é expresso de várias maneiras, incluindo a fragmentação da luz fornecida pelo Criador, em partes progressivamente menores; a fragmentação de línguas e povos, especialmente os Elfos, que são divididos em muitos grupos; as sucessivas quedas, começando com a do espírito angélico Melkor, seguida pela destruição das Duas Lâmpadas da Terra-média e depois das Duas Árvores de Valinor, e a queda cataclísmica de Númenor. Todo O Senhor dos Anéis compartilha a sensação de destruição iminente da mitologia nórdica, onde até os deuses perecerão. O Senhor do Escuro Sauron pode ser derrotado, mas isso implicará no esvanecimento e na partida dos Elfos, deixando o mundo para os Homens, para industrializar e poluir, por mais que Tolkien lamentasse esse fato.

### Tempo detido emO Senhor dos Anéis
Assim que pôs os pés na margem oposta do Veio de Prata, uma sensação estranha o acometeu, e ela se intensificou enquanto ele caminhava pelo Naith: parecia-lhe que havia atravessado uma ponte do tempo para um canto dos Dias Antigos, e agora caminhava em um mundo que não mais existia. Em Valfenda, havia memória de coisas antigas; em Lórien, as coisas antigas ainda viviam no mundo desperto. O mal havia sido visto e ouvido ali, a tristeza havia sido conhecida; os Elfos temiam e desconfiavam do mundo exterior: lobos uivavam nas bordas do bosque; mas na terra de Lórien, nenhuma sombra pairava.

 —  A Sociedade do Anel, livro 2, cap  cap. 6, "Lothlórien"

Os reinos élficos descritos em O Senhor dos Anéis, Valfenda e Lothlórien, eram remanescentes de reinos muito maiores em Beleriand na Primeira Era. Os Elfos estavam cientes do processo inexorável de declínio e queda, marcado pela fragmentação da luz original criada e pela cisão dos Elfos. Os Elfos buscavam retardar esse declínio tanto quanto possível. O governante de Valfenda, Elrond, era o portador do Anel Vilya, que lhe dava o poder de proteger Valfenda e desacelerar a passagem do tempo em seu vale escondido: de fato, Valfenda mantinha seu próprio calendário. A governante de Lothlórien, Galadriel, era, da mesma forma, portadora do anel Nenya, que ela usava para proteger seu reino e mantê-lo em um estado aparentemente atemporal e "imaculado".
Os oito companheiros da Sociedade do Anel, escapando dos túneis escuros de Moria em sua  missão para destruir o Um Anel, sentem-se transportados ao passado ao entrar na terra élfica de Lothlórien. Eles percebem, também, que o tempo parece passar de forma diferente ali, e que a terra parece estar imune aos estragos do tempo. Eles têm permissão para olhar em uma fonte mágica, o Espelho de Galadriel, para ver visões do passado, do presente e de um futuro possível. Galadriel usa o poder de seu Anel para deter o tempo e promover mudanças. Ela percebe que a chegada do Um Anel será decisiva para seu reino, pois, ou ele será destruído, seu Anel perderá seu poder, e o tempo levará os Elfos embora; ou o Senhor do Escuro Sauron recuperará seu Anel, assumindo o controle de todos os outros.

## Influências

### Pares de viajantes no tempo com nomes em inglês antigo
Virginia Luling, escrevendo na revista Mallorn, identifica Edith Nesbit como a fonte do recurso narrativo de um par de personagens que viajam no tempo a partir da Inglaterra eduardiana. Nesbit utiliza um irmão e uma irmã chamados Edred e Elfrida, guiados por um personagem mágico, Mouldiwarp ; eles sempre encontram um par semelhante de personagens em cada um dos séculos anteriores que visitam. Esse é o dispositivo central da trama em sua obra de 1908, A Casa de Arden [en]; Luling comenta que essa parece ser a única obra antes de A Estrada Perdida de Tolkien que funciona dessa maneira. A Estrada Perdida apresenta pares de pai e filho chamados Edwin/Elwin, Eadwine/Aelfwine, Audoin/Alboin, Amandil/Elendil (todos significando "Amigo da felicidade/Amigo dos elfos"). Os nomes de Edred e Elfrida de Nesbit também têm, de forma "intrigante", nomes em inglês antigo semelhantes aos dos personagens pareados de Tolkien; Edred significa "Conselho da felicidade", enquanto Elfrida é "Força dos elfos", embora Luling duvide que Nesbit conhecesse esses significados ou lhes atribuísse alguma importância.

### Viagem no tempo na ficção científica e na física especulativa
Flieger identifica uma rede de influências, começando por H. G. Wells e incluindo Dunne; juntos, eles forneceram o que ela chama de "um modelo" para as ideias de Tolkien sobre viagem no tempo.
| Autor                                   | Obra                       | Data                   | Mecanismo de viagem no tempo |
| --------------------------------------- | -------------------------- | ---------------------- | --- |
| H. G. Wells                             | A Máquina do Tempo         | 1895                   | Máquina capaz de levar um observador para frente ou para trás no tempo |
| Henry James                             | The Sense of the Past      | 1900                   | Uma casa do século XVIII dá a sensação de voltar no tempo; um retrato de um ancestral que compartilha o nome do protagonista ganha vida, e os dois se encontram                                                                                     |
| Charlotte Moberly Eleanor Jourdain      | Uma Aventura               | 1911                   | Perdidas nos jardins de Versalhes, duas damas veem [o fantasma de] Maria Antonieta, presumivelmente enquanto ela estava em prisão domiciliar, c. 1790; elas sentem sua tristeza ao recordar tempos mais felizes antes da Revolução Francesa         |
| George du Maurier [en] (amigo de James) | Peter Ibbetson [en]        | 1891 romance 1917 peça | Menino e menina separados na infância compartilham experiências sonhadas, seus sonhos tornando-se sua existência primária; eles viajam de volta aos seus ancestrais, à Revolução Francesa, ao Renascimento, ao tempo de Carlos Magno, à Era do Gelo |
| J. W. Dunne                             | Um Experimento com o Tempo | 1927                   | Teoria de múltiplas dimensões temporais para diferentes observadores |
| John L. Balderston [en]                 | Praça Berkeley [en]        | 1926                   | Versão atualizada de O Senso do Passado de James; cita a relatividade de Einstein e parece aludir às dimensões temporais de J. W. Dunne |

A física Kristine Larsen, escrevendo na revista Mallorn, endossa a visão de Flieger, afirmando que Tolkien "indubitavelmente tomou o mecanismo de sonho de Dunne como ponto de partida para ambos os seus projetos abandonados de viagem no tempo, A Estrada Perdida e The Notion Club Papers", e observa que a obra de seu amigo Lewis, A Torre Negra, faz referência explícita tanto a Dunne quanto a Uma Aventura. Ela observa ainda que ambos possuíam cópias de Um Experimento com o Tempo, e que Tolkien havia anotado sua cópia, mostrando que entendia a teoria de Dunne, mas não concordava com tudo nela.
A estudiosa de Tolkien Rhona Beare observa na Mythlore que Tolkien apreciava a jornada de Wells ao futuro distante, onde há duas subespécies de humanos. Tolkien admirava a visita a esses povos que "vivem muito longe, em um abismo de tempo tão profundo que exerce um encantamento sobre eles", mas achava a máquina do tempo de Wells "absurda e inacreditável", sendo uma mistura de carro e bicicleta; ele optou por usar mecanismos diferentes em suas histórias. Beare nota que, em A Estrada Perdida, o personagem Alboin deseja "voltar: caminhar no Tempo, talvez, como os homens caminham por longas estradas; ou observá-lo, como os homens podem ver o mundo de uma montanha". Além disso, Alboin diz: "Queria que houvesse uma Máquina do Tempo. Mas o Tempo não pode ser conquistado por máquinas. E eu iria para trás, não para frente; e acho que para trás seria mais possível."

## Análise

### Uma Inglaterra atemporal

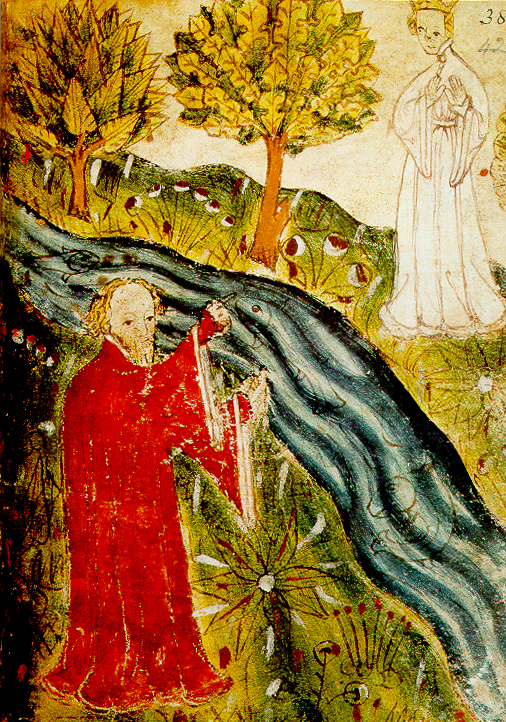
Paraíso Terrestre: Lothlórien foi comparada ao lugar sonhado no poema em inglês médio Pearl. A miniatura do manuscrito Cotton Nero mostra o Sonhador do outro lado do rio, separado da Donzela-Pérola.

O estudioso de Tolkien Tom Shippey escreve que o que o Hobbit Sam chama de "magia" de Lothlórien, que todos na Sociedade podem ver e sentir, ecoa a sensação do poema em inglês médio Pearl. Esse poema possui uma estrutura métrica excepcionalmente complexa e narra de maneira "velada e enigmática" como um pai que perdeu sua filha adormece e se encontra em uma terra sem sofrimento; ele a vê do outro lado de um rio que não pode atravessar. Evidentemente, esse rio é a morte, e ela está no Paraíso celestial, enquanto ele está em uma terra intermediária, não a Terra, mas um Paraíso Terrestre, uma "terra sem nome, com suas árvores brilhantes e cascalho reluzente". Lothlórien, também, é um locus amoenus, uma terra idílica sem mácula. Para chegar lá, a Sociedade primeiro lava as manchas da vida comum ao atravessar o Rio Nimrodel.
Mas então a Sociedade precisa atravessar uma ponte de corda sobre um segundo rio, o Veio de Prata, do qual não podem beber, e que o maligno Gollum não consegue cruzar. Shippey comenta que "um alegorista determinado" poderia chamar o primeiro rio de "batismo" e o segundo de "morte"; e que a terra entre os rios poderia ser a antiga Inglaterra, as "'montanhas verdes' dos 'tempos antigos'" no poema Jerusalém [en] de William Blake. Ele observa que, quando a Sociedade chega à parte mais profunda de Lothlórien, no ângulo entre o Veio de Prata e o Anduin, o Elfo Haldir os recebe, chamando a área de Naith ou "Triângulo", ambas palavras incomuns para a terra entre dois rios convergentes, e depois oferece uma terceira palavra com uma ressonância especial: o "Ângulo". O nome "Inglaterra" vem do Ângulo entre o 
Flensburg Firth [en] e o Rio Schlei, no norte da Alemanha, próximo à Dinamarca, a origem dos Anglos entre os Anglo-saxões que fundaram a Inglaterra. Além disso, a terra entre outros dois rios (a oeste das Montanhas Nevoentas), o Poçobranco ou Mitheithel, e o Água Sonora ou Bruinen, era de onde vieram as três tribos de Hobbits que colonizaram o Condado, assim como as três tribos que colonizaram a Inglaterra vieram da área do Ângulo na Alemanha e Dinamarca. Se esse era o significado de Tolkien, escreve Shippey, a sensação de Frodo de que ele "atravessou uma ponte do tempo para um canto dos Dias Antigos, e agora caminhava em um mundo que não mais existia" poderia ser exatamente correta.
| Rios                         | Local      | Povos                                              | Tempo                                                                   |
| ---------------------------- | ---------- | -------------------------------------------------- | ----------------------------------------------------------------------- |
| Flensburg Firth, Schlei      | Alemanha   | Os Anglos, Saxões e Jutos, ancestrais dos ingleses | Há muito tempo, antes da fundação da Inglaterra                         |
| Poçobranco, Água Sonora      | Eriador    | Os ancestrais dos Hobbits                          | Há muito tempo, antes da fundação do Condado                            |
| Nimrodel, Silverlode, Anduin | Lothlórien | Os Elfos, como costumavam ser                      | Há muito tempo, nos "Dias Antigos ... em um mundo que não mais existia" |

### Terra dos Elfos onde o tempo é diferente

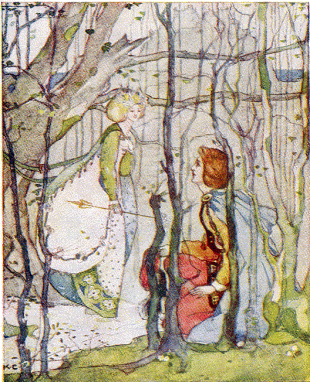
O tempo em Lothlórien era distorcido, como era na Terra dos Elfos em Thomas o Rimador. Ilustração de Katherine Cameron, 1908

Shippey afirma que, em Lothlórien, Tolkien reconcilia ideias aparentemente conflitantes sobre a distorção do tempo na Terra dos Elfos do folclore europeu [en], como exemplificado no medieval Thomas, o Rimador [en], que foi levado pela Rainha da Terra dos Elfos [en], e na balada dinamarquesa Elvehøj (Colina dos Elfos) [en].
A estudiosa de Tolkien Verlyn Flieger escreve que a Sociedade debateu quanto tempo havia passado enquanto estavam lá, Sam lembrando que a lua estava minguante pouco antes de chegarem, e estava nova quando partiram, embora todos sentissem que haviam estado ali por apenas alguns dias. Ela observa que Sam realmente exclama: "Qualquer um pensaria que o tempo não contava lá!", enquanto Frodo vê Galadriel como "presente e, ainda assim, remota, uma visão viva daquilo que já foi deixado para trás pelas correntes do Tempo" e Legolas, um Elfo que deveria saber como as coisas funcionam nas terras élficas, diz que o tempo não para ali, "mas a mudança e o crescimento não são iguais em todos os lugares e coisas. Para os Elfos, o mundo se move, e ele se move tanto muito rápido quanto muito lento. Rápido, porque eles mesmos mudam pouco, e tudo o mais passa rapidamente. Lento, porque eles não contam os anos que correm".
Shippey considera a explicação de Legolas como uma resolução da aparente contradição entre os pontos de vista mortal e élfico sobre o tempo élfico. Flieger, no entanto, escreve que há uma contradição definitiva entre a posição de Frodo, de que há uma diferença real no tempo entre Lothlórien e outros lugares, e a de Legolas, de que é uma questão de percepção. Ela considera que a visão de Aragorn reconcilia essas duas posições, concordando que o tempo passou como Legolas disse, mas que a Sociedade sentiu o tempo como os Elfos enquanto estavam em Lothlórien. Isso não é, escreve Flieger, o fim da questão, pois ela sente que Aragorn reintroduz o dilema ao dizer que a lua continuou mudando "no mundo exterior": isso sugere, mais uma vez, que Lothlórien tinha suas próprias leis da natureza, como em um conto de fadas.
| Fonte                      | História | Tempo                                                         |
| -------------------------- | --- | ------------------------------------------------------------- |
| Thomas, o Rimador          | Mortal entra na Terra dos Elfos. Passa algumas noites lá. Retorna e encontra todos os amigos mortos, vaga memória de um homem perdido visitando a Terra dos Elfos. | Flui muito mais lentamente na Terra dos Elfos.                |
| Elvehøj (Colina dos Elfos) | Donzela élfica canta: "o riacho rápido então parou" | Flui muito mais rápido na Terra dos Elfos; tudo lá fora para. |
| Visão de Frodo             | Lothlórien "em um tempo que em outros lugares já passou há muito".                                                                                                 | Época diferente, há muito tempo.                              |
| Visão de Legolas           | Tanto rápido quanto lento: Elfos mudam pouco, "tudo o mais passa rapidamente".                                                                                     | Percepção diferente da velocidade do tempo.                   |
| 1ª visão de Aragorn        | Mortais sentem o tempo como os Elfos enquanto estão em Lothlórien.                                                                                                 | Percepção diferente da velocidade do tempo.                   |
| 2ª visão de Aragorn        | Mas a Lua continuou mudando "no mundo exterior". | Fluxo real diferente do tempo (como em Thomas, o Rimador)     |

### Atemporalidade e tempo alterado
Flieger escreve que, embora o tempo seja tratado de maneira natural e sobrenatural ao longo de O Senhor dos Anéis, seu "uso mais místico e filosófico do tempo" diz respeito aos Elfos. Não é, portanto, "acidente", ela afirma, que Frodo vivencie múltiplas experiências de tempo alterado em Lothlórien, desde a sensação de ter atravessado "uma ponte do Tempo" ao entrar naquela terra, até ver Aragorn na colina de Cerin Amroth como era quando jovem, vestido de branco. Flieger destaca que, em Sobre Histórias de Fadas, que ela chama de "a declaração mais clara de seu credo artístico", Tolkien escreve sobre o que o encantava nas histórias de fadas. Era o que ele nomeou Faërie, ao mesmo tempo, "um feitiço lançado e o estado alterado e encantado que o feitiço produzia". Isso, ela explica, pouco tinha a ver com as próprias fadas; a magia era um elemento, mas estar fora do tempo habitual era importante. Ela cita Tolkien novamente, quando ele escreveu que as histórias de fadas "abrem uma porta para Outro Tempo, e se passarmos por ela, mesmo que por apenas um momento, ficamos fora de nosso próprio tempo, fora do próprio Tempo, talvez".
O estudioso Chris Brawley escreve que Tolkien buscava oferecer aos leitores um vislumbre do numinoso. Ele cita A Ideia do Sagrado [en], de Rudolf Otto, de 1919, que argumenta que o numinoso, "o núcleo comum de todas as experiências religiosas", embora não possa ser claramente definido, pode ser sentido por meio de coisas como arte e literatura: "uma profunda alegria pode encher nossas mentes sem que tenhamos uma clara percepção de sua fonte e do objeto a que se refere". Otto, de fato, afirma que as histórias de fadas são manifestações iniciais do numinoso. O resultado, escreve Brawley, é que o leitor de O Senhor dos Anéis experimenta uma sensação religiosa, evocada implicitamente, já que nenhuma teologia estruturada é apresentada. A descrição de Lothlórien por Tolkien, ele acrescenta, transmite poderosamente a qualidade mítica da atemporalidade, mais evidente quando a Sociedade parte e descobre que um mês se passou, mas eles não conseguem contabilizar os dias transcorridos. Essa atemporalidade, no entanto, não é permanente; estará sujeita ao processo inexorável de declínio e queda quando a proteção do anel de Galadriel for retirada. Galadriel permite que Frodo olhe em seu espelho profético e lhe diz que, se sua missão de destruir o Anel falhar, e Sauron recuperar o Anel, "então estaremos expostos ao Inimigo. Mas se você tiver sucesso, nosso poder será diminuído, e Lothlórien desvanecerá, e as marés do tempo a levarão embora".

### Visitando o passado
O estudioso de literatura David M. Miller comenta que, na narrativa, "o tempo acelera e desacelera  com um ritmo perceptível. Valfenda e Lothlórien são pausas tanto no movimento quanto no calendário." Esses momentos, ele escreve, pelo menos se encaixam no fluxo da narrativa: em uma jornada, há momentos de atividade e momentos de descanso. Diferente deles é a "verdadeira digressão" com Tom Bombadil, que não avança a história de forma alguma. Miller sugere que uma pista para o propósito do episódio de Bombadil está nos nomes: a "Floresta Velha,  Velho Salgueiro-homem, Tom como O Mais Antigo (grifo dele) estão fora do tempo, "remanescentes da Primeira Era". Ele escreve que, no momento em que os Hobbits se aventuram na Floresta Velha, "é como se tivessem rompido uma crosta no tempo." Miller compara isso a uma equipe de arqueólogos escavando pacientemente através de depósitos estratificados, retrocedendo no tempo: "eles mergulham na Primeira Era da Terra-média. Lá, descobrem um remanescente daquela primeira era, quando as árvores governavam." Tom e Fruta d’Ouro são, em sua opinião, "anacronismos, sobras da primeira era." Eles importam para a história como parte de uma jornada através do tempo, não do espaço: nas palavras de Miller, "Sua importância estrutural é temporal, não geográfica." Assim, "A Floresta Velha não é apenas uma sobra da primeira era; ela é a primeira era." O mal, também, pode afetar tanto o presente quanto o passado; se Sauron vencer, a luz não apenas será apagada em toda a Terra-média: Sauron poderia "eliminar até mesmo [sua] existência passada".
Miller vê o encontro de Frodo com as Criaturas Tumulares [en] de maneira semelhante, como outro "exercício em arqueologia temporal." Aqui, o tempo visitado é a Terceira Era, por volta de 1300, no momento em que o Rei-bruxo de Angmar (o líder dos Nazgûl) ataca a partir de sua fortaleza de Carn Dûm e derrota o povo que vivia ao redor do que se tornou as Colinas dos Túmulos. Frodo "passa por uma porta no tempo" quando atravessa a antiga pedra erguida e exclama: "Os homens de Carn Dûm nos atacaram à noite, e fomos derrotados. Ah! A lança em meu coração!"
Miller analisa o padrão de movimentos e comunicação através do tempo da seguinte forma:
| Ação                                                              | Ator está em           | Receptor está em |
| ----------------------------------------------------------------- | ---------------------- | ---------------- |
| Frodo chama Tom Bombadil por ajuda contra a Criatura Tumular [en] | Início da Terceira Era | Primeira Era     |
| Frodo chama Elbereth por ajuda contra Laracna                     | Terceira Era           | Segunda Era      |

| Ação | Evento passado                                                        | Evento futuro                                                                           |
| --- | --------------------------------------------------------------------- | --------------------------------------------------------------------------------------- |
| Frodo chama Tom Bombadil por ajuda                                                                                  | ———                                                                   | Frodo chama Elbereth por ajuda                                                          |
| Frodo corta a mão da Criatura Tumular                                                                               | Isildur corta o dedo de Sauron, que carregava o Anel                  | Merry [en] golpeia o Nazgûl com sua espada mágica do tesouro do Criatura Tumular        |
| Frodo e Gollum jogam o Anel no Monte da Perdição, destruindo Barad-Dûr, e causando "a dissolução ventosa de Sauron" | Bombadil espalha o tesouro, destrói o túmulo, bane a Criatura Tumular | Língua de Cobra mata Saruman, cujo corpo desaparece e cujo espírito é levado pelo vento |

### Fuga do tempo
Em seu livro Uma Questão de Tempo [en], Flieger cita o comentário de Tolkien de que "As histórias humanas dos elfos estão, sem dúvida, cheias da Fuga da Imortalidade". Em sua visão, isso explica a exploração do tempo em sua mitologia, morte e imortalidade sendo os "concomitantes" do tempo e da atemporalidade. Tolkien escreveu em uma carta de 1956 que:
| “ | O verdadeiro tema [de O Senhor dos Anéis] para mim é ... Morte e Imortalidade: o mistério do amor pelo mundo nos corações de uma raça [Homens] 'condenada' a deixá-lo e aparentemente perdê-lo; a angústia nos corações de uma raça [Elfos] 'condenada' a não deixá-lo, até que toda a sua história despertada pelo mal esteja completa. Mas se você leu Vol. III e a história de Aragorn [e Arwen], você terá percebido isso. | ” |

Frodo olhou e viu, ainda a alguma distância, uma colina de muitas árvores majestosas, ou uma cidade de torres verdes: ele não sabia dizer o que era. Parecia-lhe que dali vinha o poder e a luz que dominavam toda a terra. Ele desejou de repente voar como um pássaro para descansar na cidade verde. Então olhou para o leste e viu toda a terra de Lórien descendo até o brilho pálido do Anduin, o Grande Rio. Ele ergueu os olhos através do rio e toda a luz se apagou, e ele estava de volta ao mundo que conhecia. 

 —  A Sociedade do Anel, livro 2, cap. 6, "Lothlórien"

Flieger argumenta que a atemporalidade não pode realmente ser retratada, pois, se fosse, a história ficaria congelada no meio de um passo, a narrativa pararia completamente. O mais próximo que Tolkien consegue chegar é retratar os Elfos vivendo em Lothlórien: eles não envelhecem nem morrem; sua força e beleza não desvanecem. Nesse estado de preservação, ela escreve, eles ilustram uma mensagem cristã: "o perigo para a fé em um mundo decaído de se apegar ao presente, que inevitavelmente se torna viver no passado". Ela contrasta isso, uma tentativa equivocada de escapar da mudança e da morte, com as ações dos Homens mortais e Hobbits que enfrentam corajosamente a perda de tudo o que valorizam, "a necessidade absoluta de desapegar, de confiar no futuro desconhecido, de ter fé em Deus". Frodo fica encantado com sua visão de Lothlórien como um lugar de beleza perfeita que ele deve logo deixar, assim como fica horrorizado, ela escreve, com sua visão correspondente do Condado, destruído, profanado, industrializado, poluído, para o qual ele retornará. Quando ele retorna para casa após completar sua missão, encontra o mago decaído Saruman. Frodo cresceu muito, diz o mago com amargura. Flieger explica que Frodo superou seu pequeno mundo do Condado; ele é obrigado a se mover, mas também é capaz de mudar. Isso lhe causa dor, mas é sua salvação.

### J. R. R. Tolkien
1. ↑  (Carpenter 2023, Cartas #257 para Christopher Bretherton, 16 de julho de 1964, e #294 para Charlotte e Denis Plimmer, 8 de fevereiro de 1967)
2. ↑  (Tolkien 1987, Parte 1, cap. 3 "A Estrada Perdida")
3. ↑  (Tolkien 1992, Parte 2, "Os Papéis do Clube da Opinião")
4. ↑  (Carpenter 2023, Carta #131 para Milton Waldman, final de 1951)
5. ↑  (Tolkien 1955, Apêndice D, "Os Calendários")
6. ↑  (Tolkien 1980, Parte 2, "A Segunda Era" cap. 4 "A História de Galadriel e Celeborn", "Acerca de Galadriel e Celeborn")
7. ↑  (Tolkien 1954a, Livro 2, cap. 1 "Muitos Encontros")
8. ↑  (Tolkien 1980, Parte 2, cap. 4 "A História de Galadriel e Celeborn")
9. ↑  (Tolkien 1955, Apêndice B, "O Conto dos Anos (Cronologia das Terras do Oeste)")
10. ↑  (Tolkien 1954a, Livro 2, cap. 6 "Lothlórien"; cap. 7 "O Espelho de Galadriel"; cap. 8 "Adeus a Lórien")
11. ↑  (Tolkien 1983, "Sobre Histórias de Fadas", p. 129)
12. ↑  (Tolkien 1954a, Livro 2, cap. 7 "O Espelho de Galadriel")
13. 1 2  (Tolkien 1955, Apêndice B, "A Terceira Era", entrada para o ano c. 1300), contrário à menção de Miller à "Segunda Era".
14. ↑  (Tolkien 1983, "Sobre Histórias de Fadas", p. 153)
15. ↑  (Carpenter 2023, Carta #186 para Joanna de Bortadano, abril de 1956)
16. ↑  (Tolkien 2008, p. 119)

- Tolkien, J. R. R. (1954a). The Lord of the Rings: The Fellowship of the Ring [O Senhor dos Anéis: A Sociedade do Anel]. Boston: Houghton Mifflin. OCLC 9552942
- Tolkien, J. R. R. (1955). The Lord of the Rings: The Return of the King [O Senhor dos Anéis: O Retorno do Rei]. Boston: Houghton Mifflin. OCLC 519647821
- Tolkien, J. R. R. (1980).  Tolkien, Christopher, ed. Unfinished Tales [Contos Inacabados]. Boston: Houghton Mifflin. ISBN 978-0-395-29917-3
- Tolkien, J. R. R. (1983). The Monsters and the Critics, and Other Essays [Os Monstros e os Críticos, e Outros Ensaios]. Londres: Allen & Unwin. OCLC 417591085
- Tolkien, J. R. R. (1987).  Tolkien, Christopher, ed. The Lost Road and Other Writings [A Estrada Perdida e Outros Escritos]. Boston: Houghton Mifflin. pp. 341–400. ISBN 0-395-45519-7
- Tolkien, J. R. R. (1992).  Tolkien, Christopher, ed. Sauron Defeated [Sauron derrotado]. Boston, Nova Iorque e Londres: Houghton Mifflin. ISBN 0-395-60649-7
- Tolkien, J. R. R. (2008).  Flieger, Verlyn; Anderson, Douglas A., eds. Tolkien On Fairy-stories [Tolkien sobre contos de fadas]. [S.l.]: HarperCollins. ISBN 978-0-00-724466-9